# Shōsetsuka ni Narō
Shōsetsuka ni Narō (小説家になろう?  lit. «vamos a ser novelistas») es un sitio web japonés para publicación de novelas cuyo contenido es generado por los usuarios. Se lanzó el 2 de abril de 2004. A diciembre de 2022, el sitio alberga cerca de 1,000,000 de novelas, tiene más de 2,300,000 usuarios registrados y recibe más de mil millones de páginas vistas por mes.
Varias editoriales han adquirido más de cien series nuevas cargadas en el sitio. Las más exitosas son Log Horizon, serializada desde 2010 antes de ser adquirida por Enterbrain en 2011, y Mahōka Kōkō no Rettōsei, que fue serializada entre 2008 y 2011 antes de ser adquirida por Dengeki Bunko.
El sello de novelas ligeras Monster Bunko, de Futabasha, fue establecido el 30 de julio de 2014 y publica exclusivamente series que se originaron en Shōsetsuka ni Narō.

## Obras seleccionadas
- Arifureta Shokugyō de Sekai Saikyō (2013–en curso)
- Akuyaku Reijō Nano de Last Boss wo Katte Mimashita (2017–en curso)
- Chōnin A wa Akuyaku Reijō wo Dōshite mo Sukuitai (2021–2023)
- Death March Kara Hajimaru Isekai Kyōsōkyoku (2013–2020)
- Hachinan tte, Sore wa Nai Deshō! (2013–2017)
- Honzuki no Gekokujō (2013–2017)
- Isekai wa Smartphone to Tomo ni (2013–en curso)
- Infinite Dendrogram (2015–en curso)
- Isekai Cheat Magician (2012–en curso)
- Isekai Izakaya "Nobu" (2012–en curso)
- Isekai Shokudō (2013–en curso)
- Itai no wa Iya nano de Bōgyoryoku ni Kyokufuri Shitai to Omoimasu. (2016–en curso)
- Jidōhanbaiki ni Umarekawatta Ore wa Meikyū ni Samayō  (2016–en curso)
- Kaifuku Jutsushi no Yarinaoshi (2016–en curso)
- Kenja no Mago (2015–en curso)
- Kimi no Suizō o Tabetai (2014)
- Knight's & Magic (2010–en curso)
- KonoSuba! (2012–2013)
- Kuma Kuma Kuma Bear (2014–en curso)
- Kumo desu ga, Nani ka? (2015–en curso)
- Kusuriya no Hitorigoto (2011–en curso)
- Log Horizon (2010–en curso)
- LV2 kara Cheat datta Moto Yūsha Kōho no Mattari Isekai Life (2016–2019)
- Mahōka Kōkō no Rettōsei (2008–2011)
- Maō-sama, Retry! (2016–en curso)
- Maō 2099 (2022–en curso)
- Maō Gakuin no Futekigōsha (2017–en curso)
- Mezametara Saikyō Sōbi to Uchūsen Mochi Datta no de, Ikkodate Mezashite Yōhei Toshite Jiyū ni Ikitai (2019-en curso)
- Mushoku Tensei (2012–2015)
- Nidome no Jinsei o Isekai de (2014–2018)
- Omae Gotoki ga Maō ni Kateru to Omō na to Yūsha Party wo Tsuihō Sareta no de, Ōto de Kimama ni Kurashitai (2018–en curso)
- Otome Game no Hametsu Flag Shika Nai Akuyaku Reijō ni Tensei Shiteshimatta... (2014–2018)
- Otome Game Sekai wa Mob ni Kibishii Sekai desu (2017–2019)
- Ore wa Seikan Kokka no Akutoku Ryōshu! (2018–en curso)
- Overlord (2012–en curso)
- Re:Zero kara Hajimeru Isekai Seikatsu (2012–en curso)
- Slime Taoshite Sanbyaku-nen, Shiranai Uchi ni Reberu Makkusu ni Nattemashita (2016–en curso)
- Sexiled (2018–2019)
- Saigo ni Hitotsu dake Onegai shitemo Yoroshii deshō ka (2018–en curso)
- Tate no Yūsha no Nariagari (2012–2015)
- Tensei Shitara Ken Deshita (2015–en curso)
- Tensei Shitara Slime Datta Ken (2013–2016)
- Uchi no Ko no Tame naraba, Ore wa Moshikashitara Maou mo Taoseru kamo Shirenai. (2014–en curso)
- Watashi, nōryoku wa heikinchi de tte itta yo ne! (2016–en curso)
- Watashi no Oshi wa Akuyaku Reijō (2018–2021)
- Wortenia Senki (2008–en curso)
- Yarinaoshi Reijō wa Ryūtei Heika o Kōryaku-chū (2019–en curso)
- Yasei no Last Boss ga Arawareta! (2015–2019)
- Yūsha Shōkan ni Makikomareta kedo, Isekai wa Heiwa deshita (2016-en curso)